# Isaque I, o Parta
Isaque I, o Parta (em armênio/arménio: Սահակ Պարթև; romaniz.: Sahak Part’ev) ou Isaque I, o Grande (338-05 de setembro de 439) foi católico entre 387 e 428 e é celebrado como santo pela Igreja Armênia, com festa em 5 de setembro.

## Nome
Isaque ou Isaac são formas lusófonas derivadas do latim (Isaac) e grego (Ἰσαάκ, Isaák). Originaram-se no hebraico Ixaque (יצחק, Yiṣḥāq), "que Ele o estime". Foi registrado em armênio como Saaque (Սահակ, Sahak).

## Vida

### Relações familiares
Pertencia a uma verdadeira dinastia sacerdotal, que quase permanentemente ocupou a sé da Armênia desde a sua criação. Era filho de Narses I, o Grande e Sanductes, filha de Vardanes I Mamicônio, o líder do partido pró-persa na corte da Armênia sob o reinado do rei Ársaces II (r. 350–368). Seu pai era filho de Atanágines e Bambishn, irmã de Tigranes VII (r. 339–350); Atanágines era filho de Hesíquio I, filho de Vertanes I, filho de Gregório, o Iluminador. Isaque casou-se com uma mulher de nome desconhecido com quem teve Isaacanus, a esposa de Amazaspes I Mamicônio em 439.

### Católico da Armênia

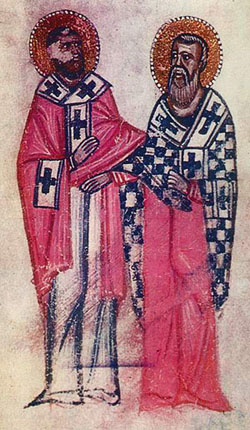
Iluminura de Isaque e Mastósio. 1651

Órfão muito cedo, recebeu em Constantinopla excelente educação literária, sobretudo línguas orientais. Com a morte de Aspuraces de Manzicerta (r. 381–386), Isaque foi entronizado em 387 pelo rei Cosroes IV (r. 387–392), que notou suas virtudes. De fato, Isaque viveu com 60 discípulos em grande mosteiro. Tal comunidade, dedicada à vida religiosa e à qual pertencia o futuro Mastósio, praticava vida austera. Após a remoção de Cosroes IV em 392 e sua substituição por seu irmão Vararanes Sapor (r. 392–414), Isaque foi mantido em sua posição.
Após sua eleição, devotou-se ao treinamento religioso e científico de seu povo. Com Mastósio, inventou o alfabeto armênio e começou a tradução a Bíblia; a tradução do siríaco Pexita foi revisada com a Septuaginta e o texto hebreu (entre 410 e 430). A liturgia, até então siríaca, foi traduzida ao armênio com elementos da liturgia de Basílio de Cesareia. Estabeleceu escolas de ensino superior com ajuda de discípulos que enviou para estudar em Edessa, Melitene, Constantinopla, etc. Através deles, as principais obras da literatura grega e siríaca cristã foram traduzidas, por exemplo, os escritos de Atanásio de Alexandria, Cirilo de Jerusalém, Basílio, João Crisóstomo, Efrém da Síria, Gregório de Nazianzo, Gregório de Níssa, etc.
Através de seus esforços, as igrejas e mosteiros destruídos pelos persas foram reconstruídos, a educação foi cuidada generosamente, o culto pagão de Ormasde que Isdigerdes I (r. 399–420) tentou estabelecer foi expulso e 3 concílios foram realizados para restabelecer a disciplina eclesiástica. Diz-se que foi autor de hinos litúrgicos. Duas cartas escritas por ao imperador Teodósio II (r. 408–450) e Ático de Constantinopla (r. 406–425) foram preservadas. Uma terceira, dirigida a Proclo de Constantinopla (r. 434–446), não foi escrita por ele e data do século X. Nem teve qualquer parte, como foi erroneamente atribuído, no Primeiro Concílio de Éfeso (431), embora, em consequência de disputas que surgiram na Armênia entre os seguidores de Nestório e os discípulos de Acácio de Melitene e Rábula de Edessa, Isaque e sua Igreja apelaram a Constantinopla e através de Proclo obtiveram as explicações desejadas.
Era homem de piedade iluminada e vida muito austera. Em 428, o rei Artaxias IV (r. 422–428) foi deposto por Vararanes IV (r. 420–438) a pedido nos príncipes da Armênia e Isaque foi afastado. Após dois sucessores impopulares, em 432 Vararanes permite que reassuma sua posição, porém apenas exerce o poder espiritual; o poder secular foi dado a Samuel, o Sírio. Em sua extrema idade avançada, parece ter se retirado à solidão, morrendo aos 110 anos de idade. Nem o ano exato nem o mês preciso de sua morte são conhecidos, mas parece ter ocorrido entre 439 e 441. Vários dias são consagrados a sua memória na Igreja Armênia.